# 国際連合安全保障理事会決議173
国際連合安全保障理事会決議173（こくさいれんごうあんぜんほしょうりじかいけつぎ173、英語: United Nations Security Council Resolution 173、UNSCR173）は、1962年7月26日に国際連合安全保障理事会で全会一致で採択された決議である。ブルンジの国連加盟申請を検討し、同国の加盟承認を総会に勧告した。